# Référendum uruguayen de 2022
Un référendum abrogatif d'origine populaire a lieu le 27 mars 2022 en Uruguay. La population est amenée à se prononcer sur une initiative populaire visant à l'abrogation de 135 articles d'une nouvelle loi portant sur plusieurs sujets, principalement sécuritaires et économiques.
Les partisans de l'abrogation échouent de peu en ne parvenant à réunir que 48,67 % des votes valides. Le résultat constitue une importante victoire pour le gouvernement du président Luis Alberto Lacalle Pou, dont la loi est l'un des projets phare.

## Contexte

### Alternance et montée des questions sécuritaires

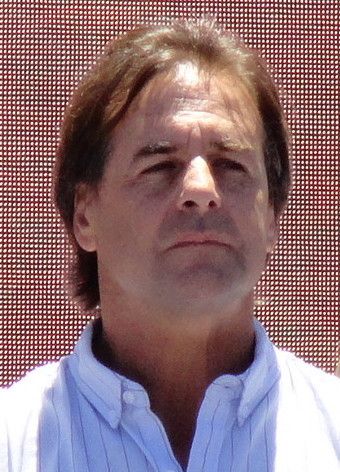
Luis Alberto Lacalle Pou.

Les élections générales d'octobre 2019 voient la victoire au second tour du candidat du Parti national, Luis Alberto Lacalle Pou qui devient le premier homme politique de droite depuis quinze ans à prendre la tête du pays. Il dispose dans la foulée d'une majorité au parlement, bien que celle-ci soit composée de plusieurs partis et non du seul parti national.
L'élection de Lacalle Pou intervient à l'issue d'une campagne électorale marquée par le thème de la hausse de l'insécurité, qui occupe une place de plus en plus importante dans la vie politique uruguayenne depuis les élections législatives et présidentielle de 2009, et qui aurait contribué à la défaite dix ans plus tard du gouvernement sortant du Front large. En 2014, un référendum est ainsi organisé sur un amendement constitutionnel abaissant la majorité pénale de dix huit à seize ans. La proposition est cependant rejetée dans les urnes, seuls 46,81 % des électeurs ayant voté en faveur. Face à la hausse de la criminalité, un projet d'amendement constitutionnel est à nouveau porté en 2019 par un groupe de collecte de signatures. Sous le slogan « Vivre sans peur », le groupe parvient ainsi à collecter suffisamment de signatures pour soumettre au vote l'inscription dans la constitution d'un ensemble de mesures à visée sécuritaire, dont la création d'une garde nationale, l'interdiction des libérations anticipées pour certains crimes graves, la légalisation de la prison à vie et celle des raids de police nocturne,. Le référendum constitutionnel uruguayen de 2019, organisé en même temps que les élections générales, est cependant lui aussi rejeté, seuls 46,11 % des votants s'étant exprimés pour sa mise en œuvre,.

### Loi d'urgence de 2020
La prise de fonction de Lacalle Pou le 1er mars 2020 voit le nouveau président s'engager sur la rédaction d'une « loi d'urgence » (Ley de Urgente Consideración), en accord avec l'une de ses promesses électorales. Le système parlementaire uruguayen permet en effet au président de présenter une loi d'urgence, qui entre automatiquement en vigueur si le parlement ne vote pas contre la loi dans les cent jours. Le gouvernement ne peut soumettre qu'une seule loi d'urgence à la fois, sur un sujet qui ne peut être le budget national, ni un sujet soumis par la constitution à une majorité qualifiée des trois cinquièmes ou des deux tiers. 
Une fois la loi d'urgence présentée devant l'une ou l'autre chambre de l'Assemblée générale de l'Uruguay —  composé de la Chambre des représentants et du Sénat —, la chambre en question dispose de quarante-cinq jours pour procéder à un vote. Si celle ci ne vote pas contre à la majorité absolue, la loi est considérée comme adoptée par la chambre, et transmise à l'autre. La seconde chambre dispose d'un délai similaire pour se prononcer. Dans les deux cas, les chambres peuvent rejeter le caractère urgent de la loi à la majorité des trois cinquièmes de leurs membres, ou modifier le texte à la condition de le voter toutes deux dans les mêmes termes. À l'issue de cette période de quatre-vingt-dix jours, le texte est présenté devant les deux chambres réunies en congrès, et adopté si aucun vote contre n'a lieu dans les dix jours.
Depuis le rétablissement de la démocratie en 1985, seules 13 lois d'urgence ont été mises en œuvre, dont 9 ont été approuvées et 4 rejetées. Tous les gouvernements en ont utilisé une, à l'exception de ceux de Julio María Sanguinetti et Tabaré Vázquez lors de leurs deuxièmes mandats respectifs. La loi d'urgence de 2020 fait cependant partie des 4 lois de ce genre à ne pas avoir concerné un seul sujet, celle-ci consistant en une Loi omnibus recouvrant plusieurs sujets non reliés entre eux.
La loi d'urgence présentée par le président Lacalle Pou porte ainsi sur une grande variété de sujets, principalement sécuritaires, mais également économiques. Présentée le 23 avril 2020 devant le parlement, elle est votée le 8 juillet avec plusieurs modifications, le Front large obtenant pour principale concession le maintien du monopole de la Compagnie pétrolière nationale ANCAP sur la vente de pétrole, dont la suppression avait déjà été rejetée par référendum en 2003. Un total de 25 articles sont supprimés, et plus de 300 autres modifiés lors du passage de la loi au Sénat le 6 juin 2020, et 32 autres modifiés lors du passage à la Chambre le 5 juillet. Le Sénat approuve la nouvelle version le 8 juillet lors d'un second passage. La loi n°19889 entre par conséquent en vigueur le 9 juillet 2020.

### Déclenchement du référendum

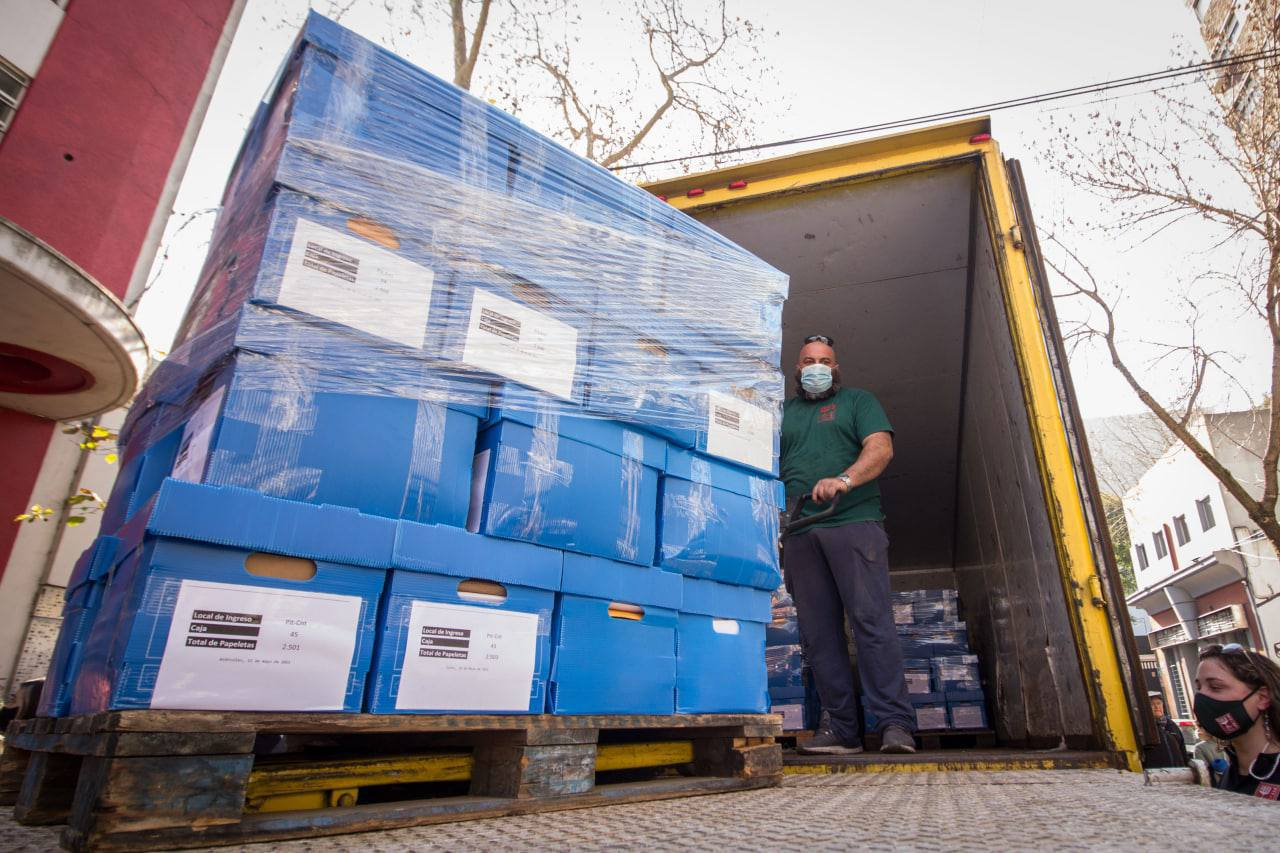
Livraison au Tribunal électoral des caisses contenant près de 800 000 signatures en faveur du référendum.

En réaction, le Front large ainsi que plusieurs organisations syndicales dont notamment le PIT-CNT s'accordent le 6 octobre 2020 sur l'engagement d'une procédure de collecte de signatures en vue de l'organisation d'un référendum abrogatif à l'encontre de 135 des 476 articles de la nouvelle loi, dont quatre approuvés par le Front large.
Les référendums abrogatifs d'initiative populaire sont en effet possibles en Uruguay, dont la constitution organise le cadre légal de cette forme de démocratie directe. 
En accord avec l'article 79 de la constitution, les signatures d'au moins 5 % de l'ensemble des électeurs inscrits sur les listes électorales doivent pour cela être réunies en 180 jours dans l'année suivant la date de publication de la loi. Cette première étape est suivie par l'organisation d'un pré-référendum où le soutien de 25 % des inscrits est requis. Cette procédure, appelée chemin court, n'est cependant pas nécessaire si les pétitionnaires décident de recueillir le soutien d'au moins 25 % des inscrits dès l'étape de collecte des signatures, en échange de quoi celle-ci est étendue jusqu'à la date anniversaire de l'entrée en vigueur de la loi, soit ici le 8 juillet 2021. Appelée chemin long, cette procédure est la plus souvent utilisée lors des référendums abrogatifs organisés dans le pays et l'est à nouveau lors de cette collecte,. Un total de 2 686 174 électeurs étant inscrits sur les listes cette année là, le seuil de 25 % équivaut alors à un total de 671 544 signatures. En pratique, ce nombre est cependant plus élevé pour pallier le nombre variable de signatures invalides ou en double. 
La campagne de collecte du Front Large parvient à réunir un total de 797 261 signatures qu'elle soumet au Tribunal électoral pour vérification le 8 juillet 2021. Celui-ci en déclare valides 671 631 le 8 décembre suivant, validant la mise à référendum de la question posée pour le 27 mars 2022. Le seuil de signatures requises ayant été atteint, le Tribunal électoral ne procède pas à la vérification des signatures restantes,.

## Contenu

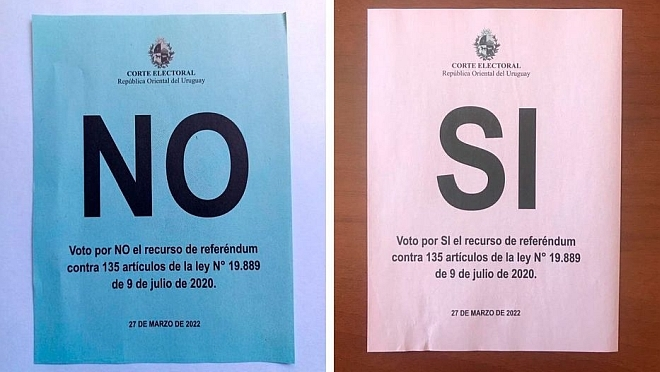
Bulletins de vote utilisés

La question posée est « Approuvez-vous l'abrogation de 135 articles de la loi N°19889 du 9 juillet 2020 ? »
Les articles en questions portent sur une large variété de sujets, principalement sécuritaires et économiques,,. 

### Sécurité
- Infractions pénales supplémentaires en cas de résistance à la police et aux autorités
- Pouvoirs augmentés pour les autorités dans les enquêtes pénales
- Pas de libération conditionnelle pour viol et extorsion
- Recours plus facile à la force par la police
- Sanctions plus sévères dans le droit pénal des mineurs pour les crimes graves
- Exclusion de certains crimes du pardon par le travail ou l'éducation
- Secret étendu pour les autorités de sécurité de l'État

### Économie
- Nouvelles règles visant à limiter les dépenses publiques
- Élimination des exigences de compte pour le paiement des salaires et traitements
- Exigence de compte à partir de 1 million de pesos uruguayens (environ 21 000 euros) au lieu de 40 000 peso (850 euros)
- Le gouvernement fixe les prix du pétrole
- Possibilité d'une privatisation partielle des sociétés par actions d'État
- Moins de contrôle des terres allouées par l'Instituto Nacional de Colonización (INC).
- Libre accès des non-grévistes au lieu de travail
- Interdiction des blocus d'espaces publics ou d'installations par des piquets de grève
- Seules les personnes morales peuvent faire partie du conseil d'administration de la Banco de Previsión Social
- Résiliation en cours de bail uniquement en cas de retard de paiement
- Résiliation plus facile après la fin normale du bail
- Expulsion facilitée par décision de justice

### Éducation
- La crèche n'est plus obligatoire jusqu'à 3 ans
- Remplacement des conseils d'éducation par des directeurs dans les écoles
- Le ministère de l'Éducation décide de la reconnaissance des diplômes étrangers
- Suppression de la représentation étudiante au sein de l'instance de participation des institutions scolaires

### Société
- Les tribunaux peuvent ordonner des adoptions sans l'intervention de l'Institut des enfants et adolescents d'Uruguay (Instituto del Niño y Adolescente del Uruguay, INAU).
- Portabilité des numéros de téléphone mobile vers d'autres fournisseurs

## Conditions
Le résultat du référendum est légalement contraignant, et ne nécessite pas pour être considéré valide de franchir un quorum de participation ou une majorité qualifiée, la majorité absolue suffit. Les votes blancs sont cependant comptabilisées comme des votes valides, et la majorité absolue s'effectue par conséquent sur le total des votes pour, contre, et blancs et non des seuls votes pour ou contre. Le vote est par ailleurs obligatoire,,.
Les électeurs peuvent en dernier recours voter dans un autre bureau de vote que le leur, ce que la loi électorale ne permet qu'en partie. Leurs votes ne sont ainsi pas immédiatement pris en compte, la vérification de leur validité par les autorités n'ayant lieu que si les chiffres du scrutin ne disposent pas d'une marge suffisante. Si le total des votes non évalués est supérieur à l'écart séparant la réponse arrivée en tête de la majorité absolue, ceux ci sont pris en compte, les voix en question pouvant théoriquement en renverser le résultat. Les référendums uruguayens bénéficiant généralement d'une large avance, le tribunal électoral décide le plus souvent de ne pas procéder à leur décompte.

## Résultats
| Choix                  | Votes     | %     |
| ---------------------- | --------- | ----- |
| Pour                   | 1 078 425 | 48,67 |
| Blanc                  | 29 121    | 1,31  |
| Contre                 | 1 108 360 | 50,02 |
|                        |           |       |
| Votes valides          | 2 215 906 | 96,39 |
| Votes invalides        | 83 031    | 3,61  |
| Total                  | 2 298 937 | 100   |
| Abstention             | 385 194   | 14,35 |
| Inscrits/Participation | 2 684 131 | 85,65 |

Approuvez-vous l'abrogation de 135 articles de la loi N°19889 du 9 juillet 2020 ?
| Pour 1 078 425 (48,67 %) |  |  |  | Contre 1 108 360 (50,02 %) |
| ▲                        |  |  |  |                            |
| Majorité absolue         |  |  |  |                            |

## Analyse
Les électeurs en faveur de l'abrogation de la loi échouent à réunir la majorité absolue des votes valides, dans ce qui constitue alors une victoire pour les partisans de la politique de centre droit portée par le président Luis Lacalle Pou. Ce dernier commente les résultats au lendemain du scrutin sans triomphalisme, avant de défendre à nouveau les articles concernés permettant selon lui « plus de droits, plus de libertés, plus de garanties »,.
Estimant que son camp a « joué un match d’égal à égal » et qu'« avec quinze minutes de plus, on l’emportait », le dirigeant du Front large Fernando Pereira reconnait quant à lui la défaite du Oui. Le résultat du référendum est perçu comme une victoire à la Pyrrhus pour le gouvernement, ce dernier étant parvenu à faire passer son projet phare au prix de la mobilisation et du renforcement de l'opposition,.
Les résultats très serrés amènent pour la première fois le tribunal électoral à procéder au dépouillement des votes initialement « non évalués », au nombre de 36 080. Les nouveaux résultats ne changent pas l'issue du scrutin, augmentant au contraire la part de votes non. Ces derniers passent ainsi de 49,86 à 50,02 %, les votes Oui de 48,82 à 48,67 %, et les votes blancs de 1,32 à 1,31 %.